# NGC 4205
NGC 4205 في الفهرس العام الجديد، هي مجرة، تقع في كوكبة التنين. اكتشفت في 4 أكتوبر 1861 بواسطة هاينريش لويس دريست.

## روابط خارجية
- NGC 4205 على موقع ويكي سكاي: DSS2, SDSS, GALEX, IRAS, Hydrogen α, X-Ray, Astrophoto, Sky Map, Articles and images